# Odartey Lawson
Pour les articles homonymes, voir Lawson.
Emmanuel Odartey Lawson est un boxeur ghanéen né le 21 juin 1941 à Accra.

## Carrière
Aux Jeux olympiques d'été de 1968 à Mexico, Odartey Lawson est éliminé au deuxième tour dans la catégorie des poids super-légers par le Mexicain Jaime Lozano.
Il est médaillé de bronze dans la catégorie des poids super-légers aux Jeux du Commonwealth britannique d'Édimbourg en 1970 ainsi qu'aux championnats d'Afrique de Nairobi en 1972.
Aux Jeux olympiques d'été de 1972 à Munich, il est éliminé au premier tour dans cette même catégorie par le Nigérien Issaka Daboré.